# Mario Vrančić
Mario Vrančić (Bród, Jugoszlávia, 1989. május 23. –) boszniai horvát német labdarúgó, a Stoke City középpályása. Bátyja a bosnyák válogatott Damir Vrančić.

## Sikerei, díjai

### Klub
- Norwich City
  - Championship: 2018–19, 2020–21

### Válogatott
- Németország U19
  - U19-es labdarúgó-Európa-bajnokság: 2008